# Park Narodowy Mary River
Park Narodowy Mary River, (Mary River National Park) – park narodowy, położony na wschód od Darwin, przy drodze Arnhem Highway i w pobliżu parku narodowego Kakadu, na obszarze Terytorium Północnego w Australii. Park został utworzony w 2012 roku. Zadaniem paku jest ochrony rzeki Mary i jej dopływów. Składa się z trzynastu obszarów chronionych.